# Colostygia noricaria
Colostygia noricaria är en fjärilsart som beskrevs av Löberbauer 1955. Colostygia noricaria ingår i släktet Colostygia och familjen mätare. Inga underarter finns listade i Catalogue of Life.